# Свидницький музей української культури
Музей української культури (словац. Múzeum ukrajinskej kultúry) — краєзнавчий музей і науково-дослідна установа на Пряшівщині (Словаччина), належить до структури Словацького національного музею.

## Історія
Заснований у 1956 році у Пряшеві, пізніше у Красному Броді і остаточно в містечку Свиднику. Директор — Ярослав Джоганик.
Музей має відділи історії, культури і письменства, мистецтва (головним чином ікони), етнографії (матеріальна культура), фольклору та бібліотеку.
Музей видає «Наукові збірники» (головний редактор Микола Мушинка, до 1972 вийшло 6 томів у 8 книгах) та інші матеріали, організує тематичні виставки і провадить експедиції для записування фольклору та інших досліджень.
До музею перенесено деякі українські церковно-архітектурні артефакти з сіл краю, зокрема із с. Полянка.
Тут зберігаються твори народного різьбяра Емануїла Смеречанського.

## Структура

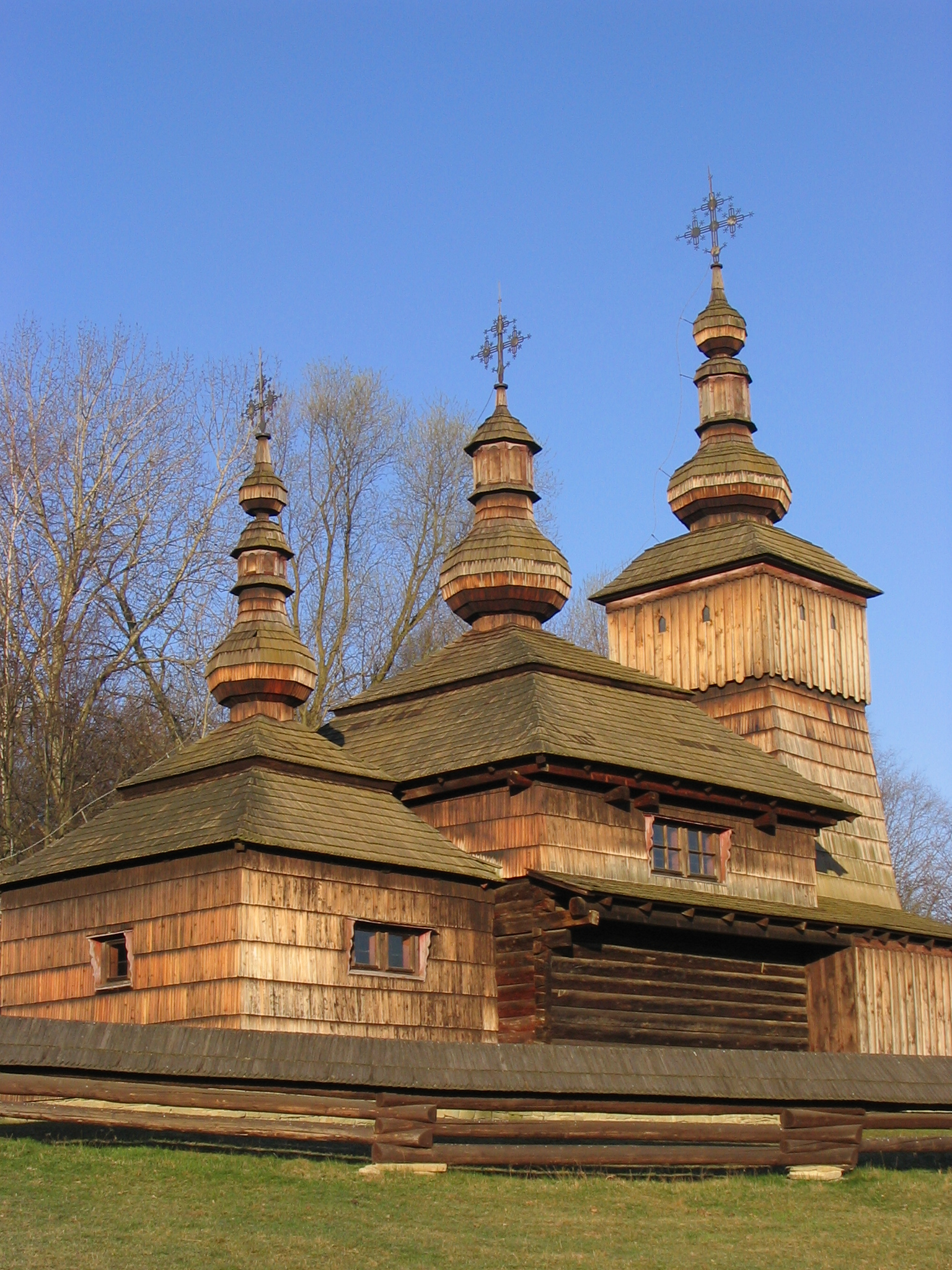
Церква святої Параскеви (Нова Полянка)

В склад музею входять постійні експозиції:
- культурно-історична експозиція головного корпусу музею серед пішохідної зони в центрі міста на площі 1700 квадратних метрів. Крім базової інформації у «Вступі» та короткої характеристики кліматичних умов у частині «Людина та природа» охоплює в частині «Слідами предків» історичний розвиток оселення південної Лемківщини, в тому числі портрети видатних постатей (напр. Федора Корятовича, графа Юрія Другета), найдавніші пам'ятки духовної культури (напр. Спиські кириличні уривки євангелія з 14 століття, Остружницьке євангеліє з 1492 року), макети давних споруд (напр. Зборівський замок, Краснобрідський монастир). У частинах «Традиційна народна культура» та «Чехо—словацький період» показує одяг, ремесла, народне мистецтво, галузь освіти національної меншини, книговидавання.
- художньо-історична експозиція в Галереї ім. Дезидерія Миллого, яка включає три частини: іконописне мистецтво 16-19 століть, світське мистецтво 20 століття, творчість Дезидерія Миллого.
- етнографічна експозиція під відкритим небом (скансен у Свиднику) біля амфітеатру, бере свій початок у 1975 році. На площі понад 11 гектарів знаходиться майже 50 пам'яток народного будівництва та понад 10 тисяч етнографічних предметів. Найціннішими пам'ятками є

1. дерев'яна греко-католицька церква святої Параскеви із села Нова Полянка з 1766 року,
2. селянська садиба з половини 18 століття із села Улич-Криве,
3. сільська корчма із заїздом та магазином з початку 19 століття із Свидника,
4. пожарня добровільної пожежної команди з першої половини 19 століття із села Нижні Репаші,
5. млинарська садиба з половини 19 століття із села Боґлярка,
6. селянська садиба з другої половини 19 століття із села Снаків,
7. селянська садиба з кінця 19 століття із села Рівне,
8. селянська садиба з кінця 19 століття із села Остурня,
9. селянська садиба з кінця 19 століття із села Нижні Репаші,
10. селянська садиба з початку 20 століття із села Тополя,
11. селянська садиба з початку 20 століття із села Ряшів,
12. селянська садиба з початку 20 століття із села Кечківці,
13. селянська садиба з початку 20 століття із села Якуб'яни,
14. селянська садиба з початку 20 століття із села Сулин,
15. кузня з початку 20 століття із села Старина,
16. дерев'яна школа із села Курів з 1928 року,
17. будівля сезонного житла з віддалених гірських полян села Литманова з початку 20 століття,
18. вівчарська колиба з початку 20 століття з віддалених гірських полян села Завадка,
19. водяна пила (тартак) з початку 20 століття із села Лівів.